# Abbaye Notre-Dame de Noyers
Pour les articles homonymes, voir Abbaye Notre-Dame.
L'abbaye Notre-Dame de Noyers est une abbaye édifiée au XIe siècle, située à Noyers, sur le territoire de la commune de Nouâtre, dans le département d'Indre-et-Loire.
Elle fut un centre actif d'influence religieuse, morale et agricole dans la Basse-Touraine et le Châtelleraudais. Elle disposait de revenus considérables et en certaines occasions on y vit paraître les légats du pape, les comtes d'Anjou et de Touraine. Henri IV y séjourna trois jours en septembre 1587.

## Historique
Hubert, seigneur de Noyant, acquit cette église de Malran, seigneur de Nouâtre, son suzerain. À côté de ce modeste sanctuaire, il jeta les fondements d'une nouvelle abbaye qu'il voulait confier à des enfants de Benoît.
L'abbé Évrard ou Ébrard qui dirigeait les monastères de Saint-Julien de Tours et de Marmoutier y amena quelques moines pour former le premier noyau de la colonie.
Hubert et son fils Thomas, engagé dans la cléricature, avaient donné pour l'entretien des religieux trois alleux de terre de Charçay, de Doucé et de Chaveignes, situés au sud de la Vienne ainsi que toutes les personnes serviles attachées à ces domaines.
Afin de rendre l'œuvre plus stable, les fondateurs obtinrent l'acquiescement de Foulques Nerra, comte d'Anjou et de son fils Geoffroy Martel puisque Noyers faisait partie de leur fief, puis ils réclamèrent la confirmation du roi.
Le roi Robert II dit le Pieux ou le Sage ou encore le Dévôt concéda son diplôme de confirmation à Orléans au début de 1031.
L'église, construite avec les pierres enlevées d'une carrière ouverte sur le coteau opposé de la Vienne,[réf. nécessaire] fut achevée vers 1032 et consacrée par Arnoul, archevêque de Tours sous le vocable de Notre-Dame de Noyers.[réf. nécessaire]
L'église abbatiale a été agrandie et restaurée à différentes époques. L'abbé Bourassé le décrit ainsi dans ses notes : « C'était un édifice remarquable, quoiqu'il manquât d'unité. On apercevait distinctement les principales parties du monument, la trace des divers styles d'architecture usités au Moyen Âge. L'abside datait du XIe siècle. La nef et les chapelles, avec leurs arceaux en ogive, leurs colonnes élancées et leurs chapiteaux à feuillages indiquaient la première moitié du XIIe siècle. Un narthex de la même époque fut supprimé à la fin du XIIe siècle pour donner place aux fondations du clocher. De 1542 à 1544, l’église fut ornée d'un magnifique jubé, ciselé dans le goût renaissance. Ce fut l'œuvre de l'abbé François de Mauny qui réédifia le logis abbatial et les cloîtres. L'église a été emportée par la Révolution et les bâtiments claustraux furent rebâtis en 1760 ».[réf. nécessaire]
Les vestiges de l'abbaye sont classés au titre des monuments historiques en 1964 (salle capitulaire) et inscrits en 1971 (façade et toiture du bâtiment sud).
Il reste encore aujourd’hui trois importants bâtiments de cette reconstruction. Le portail monumental, timbré aux armes de France rappelant sa fondation royale par Robert Le Pieux, est entouré de deux petits pavillons. Les deux autres bâtiments, plus importants, sont constitués par l'ancien réfectoire et la cuisine des moines au sud, et plus à l'est, le logement abbatial.

## Abbés

### Abbés commendataires
- En 1542 : François de Mauny.
- 26 mai 1761-1790 : Mgr Urbain-René de Hercé (1726-1795), évêque-comte de Dol-de-Bretagne[n 1].